# Okręty podwodne typu 212A
Okręty podwodne typu 212A – niemieckie okręty podwodne o napędzie hybrydowym opartym na bateriach akumulatorowych oraz systemie ogniw paliwowych. Opracowane przez konsorcjum ARGE 212 jednostki, są pierwszymi okrętami podwodnymi w których jako układ rezerwowy zastosowano technologię AIP pod postacią ogniw paliwowych.

## Konstrukcja
Projekt jednostek 212A został ukończony w 1992 roku przez konsorcjum stoczni HDW i TNSW- ARGE 212 we współpracy z IKL. Konstrukcja okrętów tego typu stanowi rozwinięcie wyprodukowanych dla Izraela jednostek typu 800, z wykorzystaniem takiej samej niemagnetycznej stali o dużej wytrzymałości na rozciąganie. Na kiosk przeniesiono jednak stery zanurzenia, a zwiększenie manewrowości podwodnej osiągnięto dzięki zastosowaniu sterów rufowych w konfiguracji "X". Okręty typu 212A zostały pierwszymi skierowanymi do produkcji seryjnej jednostkami  używającymi ogniwa paliwowe (BZM 34) jako dodatkowe źródło energii. Jednostki te wprowadziły po raz pierwszy także silniki elektryczne z magnesami trwałymi (permanent-magnet motor - PMM) do pływania z niewielką prędkością napędzające blisko-bezszumową śrubę. Okręty 212A zdolne są do pływania w zanurzeniu z niewielką prędkością blisko 3 tygodnie, używając swoich ogniw paliwowych jako źródła energii. Okręty typu 212A mają częściowo dwukadłubową strukturę kadłuba o dużej średnicy w części dziobowej. Część ta jest połączona z częścią rufową za pomocą stożkowej sekcji, mieszczącej siłownię baterii paliwowych. Ciekły tlen oraz wodór przechowywane są w metalowych cylindrach umieszczonych dookoła obwodu tej niewielkiej sekcji kadłuba. Prędkość maksymalna okrętu z wykorzystaniem układu AIP bez użycia głównych baterii elektrycznych okrętu wynosi 8 węzłów.
Typ 212A został wyposażony w wysoko zintegrowany system zarządzania i kontroli broni, który integruje sensory, uzbrojenie oraz układ nawigacyjny. Kompleks ten oparty jest na wydajnej szynie danych oraz układzie obliczeń rozproszonych. W skład układu uzbrojenia okrętu wchodzi sześć wyrzutni torpedowych kalibru 533 mm, w dwóch grupach po trzy wyrzutnie każda, których działanie oparte jest na zasadzie wypchnięcia torpedy za pomocą tłoka wodnego. Podstawowe uzbrojenie stanowi torpeda ciężka DM2A4 Seehecht (morszczuk).

## Program budowy
Budowa pierwszych czterech jednostek typu, została zatwierdzona 6 lipca 1994 roku, jednakże pierwsze cięcie stali zostało opóźnione do 1 lipca 1998 roku, z powodu modyfikacji  niezbędnych dla zapewnienia identyczności konstrukcji z jednostkami budowanymi we Włoszech - dla włoskiej marynarki wojennej - z takim samym kadłubem. Wprowadzone zmiany obejmowały zwiększenie dopuszczalnej głębokości zanurzenia oraz polepszenie warunków życiowych załogi. Budowa okrętów dla Niemiec została podzielona między dwie stocznie: HDW w Kilonii budowała części dziobowe jednostek, zaś TNSW budowała w Emden tylne połowy jednostek. Końcowe łączenie i wyposażanie obu części poszczególnych okrętów zostało podzielone między obydwie stocznie.

## Jednostki

### Okręty niemieckie
- U-31 – wodowanie nastąpiło w marcu 2002, wejście do służby w niemieckiej marynarce wojennej 19 października 2005
- U-32 – wodowanie nastąpiło w grudniu 2003, wejście do służby w niemieckiej marynarce wojennej 19 października 2005
- U-33 – wodowanie we wrześniu 2004, wejście do służby w niemieckiej marynarce wojennej 13 czerwca 2006
- U-34 – wodowanie w maju 2005, wejście do służby w niemieckiej marynarce wojennej 3 maja 2007
- U-35 – wodowanie 15 listopada 2011, wejście do służby w niemieckiej marynarce wojennej 23 marca 2015
- U-36 – wodowanie 6 lutego 2013, wejście do służby w niemieckiej marynarce wojennej 10 października 2016[4]

### Okręty włoskie
- „Salvatore Todaro”(inne języki) – rozpoczęcie budowy 3 lipca 1999, wodowanie 6 listopada 2003, wejście do służby we włoskiej marynarce wojennej 29 marca 2006
- „Scirè”(inne języki) – rozpoczęcie budowy 27 maja 2000, wodowanie 18 grudnia 2004, wejście do służby we włoskiej marynarce wojennej 19 lutego 2007
- „Pietro Venuti” – rozpoczęcie budowy 9 grudnia 2009, wodowanie 9 października 2014, wejście do służby we włoskiej marynarce wojennej 6 lipca 2016
- „Romeo Romei”(inne języki) – rozpoczęcie budowy 2012, wodowanie 4 lipca 2015,  wejście do służby we włoskiej marynarce wojennej 11 maja 2017[5].

### Propozycja dla Marynarki Wojennej
20 listopada 2015 w porcie wojennym w Gdyni zacumował U-34. Wizyta obejmowała m.in. seminarium nt. konstrukcji i wyposażenia niemieckich jednostek typu 212A i 214, które zostały zaoferowane Marynarce Wojennej w planowanym przetargu na trzy nowe okręty podwodne, w ramach programu Orka.